# كيفن جونز (لاعب كرة قدم أمريكية أمريكي)
كيفن جونز (بالإنجليزية: Kevin Jones)‏ هو لاعب كرة قدم أمريكية أمريكي، ولد في 21 أغسطس 1982 في تشيستر في الولايات المتحدة.

## وصلات خارجية
- كيفن جونز على موقع مرجع كرة القدم المحترفة.كوم (الإنجليزية)